# Jonathan Borlée
Jonathan Borlée (Woluwe-Saint-Lambert, 22 de febrero de 1988) es un deportista belga que compitió en atletismo, especialista en las carreras de relevos. Su padre es el atleta Jacques Borlée, y sus hermanos Dylan, Kévin y Olivia han competido en el mismo deporte.
Ganó dos medallas en el Campeonato Mundial de Atletismo en Pista Cubierta, plata en 2010 y bronce en 2018, cinco medallas en el Campeonato Europeo de Atletismo entre los años 2010 y 2018, y tres medallas en el Campeonato Europeo de Atletismo en Pista Cubierta entre los años 2011 y 2019.
Participó en cuatro Juegos Olímpicos de Verano, ocupando el cuarto lugar en Pekín 2008, el quinto en Londres 2012, el cuarto en Río de Janeiro 2016, y el quinto en Tokio 2020, en la prueba de 4 × 400 m.

## Palmarés internacional
| Campeonato Mundial en Pista Cubierta | Campeonato Mundial en Pista Cubierta | Campeonato Mundial en Pista Cubierta | Campeonato Mundial en Pista Cubierta |
| Año                                  | Lugar                                | Medalla                              | Prueba                               |
| ------------------------------------ | ------------------------------------ | ------------------------------------ | ------------------------------------ |
| 2010                                 | Doha (Catar)                         | Medalla de plata                     | 4 × 400 m                            |
| 2018                                 | Birmingham (Reino Unido)             | Medalla de bronce                    | 4 × 400 m                            |
| Campeonato Europeo                   |                                      |                                      |                                      |
| Año                                  | Lugar                                | Medalla                              | Prueba                               |
| 2010                                 | Barcelona (España)                   | Medalla de bronce                    | 4 × 400 m                            |
| 2012                                 | Helsinki (Finlandia)                 | Medalla de oro                       | 4 × 400 m                            |
| 2016                                 | Ámsterdam (Países Bajos)             | Medalla de oro                       | 4 × 400 m                            |
| 2018                                 | Berlín (Alemania)                    | Medalla de oro                       | 4 × 400 m                            |
| 2018                                 | Berlín (Alemania)                    | Medalla de bronce                    | 400 m                                |
| Campeonato Europeo en Pista Cubierta |                                      |                                      |                                      |
| Año                                  | Lugar                                | Medalla                              | Prueba                               |
| 2011                                 | París (Francia)                      | Medalla de bronce                    | 4 × 400 m                            |
| 2015                                 | Praga (República Checa)              | Medalla de oro                       | 4 × 400 m                            |
| 2019                                 | Glasgow (Reino Unido)                | Medalla de oro                       | 4 × 400 m                            |